# Abdellatif Hammouchi
Abdellatif Hammouchi (en arabe : عبد اللطيف حموشي) est l'actuel directeur général de la Direction générale de la Sûreté nationale (DGSN) ainsi que directeur de la Direction générale de la Surveillance du territoire (DGST) marocain.

## Biographie

### Études
Avant d'intégrer les rangs de la police en 1993, Abdellatif Hammouchi termine des études en droit à l'université Sidi Mohamed Ben Abdellah de Dhar Mehraz de Fès.

### Fonctionnaire de la DST
Au sein de la Direction générale de la sûreté nationale (DGSN), Abdellatif Hammouchi est directement affecté à la Direction de la surveillance du territoire (DST). La DST est alors rattachée au puissant ministre de l’Intérieur de Hassan II, Driss Basri.

### Directeur des services de renseignement
À l’âge de 39 ans, en 2005, Abdellatif Hammouchi devient directeur général de la DST.
Le 15 mai 2015, il est nommé directeur de la Direction générale de la Sûreté nationale (DGSN) par le roi Mohamed VI, tout en conservant son poste de directeur de la DGST (ex DST),.
« Superflic du royaume » et figure de « la dérive autoritaire d'un régime qui a des yeux et des oreilles partout », selon Le Monde, il est soupçonné de torture (voir infra) et, avec les services de renseignements qu'il dirige, d'utiliser le logiciel Pegasus pour espionner des opposants politiques et journalistes marocains, ainsi que des journalistes et hommes politiques algériens et français, incluant le président français Emmanuel Macron,,.
Abdellatif Hammouchi et ses services coopèrent avec leurs homologues du renseignement français, notamment en matière de terrorisme, ce qui lui vaut d'être un « ami de la France », ainsi que l'écrit Le Monde,,.
- en 2023, « Le directeur général du pôle DGSN-DGST, Abdellatif Hammouchi, figure parmi les 50 personnalités les plus influentes en Afrique en 2023, selon le magazine panafricain Africa Report, publication trimestrielle en langue anglaise éditée par le groupe Jeune Afrique »[6],[7],[8]

## Controverses

### Accusations de torture et complicité de torture
Abdellatif Hammouchi se trouve à l'origine d'un coup de froid entre Paris et Rabat en 2014. En cause : une plainte de l'ONG française Action des chrétiens pour l'abolition de la torture (ACAT) contre le chef de la DST. L'ONG a en effet profité d'un voyage de Abdellatif Hammouchi à Paris, dans le cadre d'une rencontre du ministre marocain de l'Intérieur Mohamed Hassad avec ses homologues européens, pour demander aux autorités françaises de l'entendre au sujet de faits présumés de tortures envers deux citoyens marocains : Adil Lamtalsi et Ennaâma Asfari.
Une autre plainte s'ajoutera à celle-ci le lendemain : celle du champion du monde de boxe thaï Zakaria Moumni. Alors qu'il s'agit pour la première d'une plainte pour « complicité de torture », celle de Zakaria Moumni a été déposée pour « torture » par Maître Patrick Baudouin, avocat au Barreau de Paris et Président d'honneur de la FIDH et Maître Clémence Bectarte, le 21 février 2014, auprès du Procureur du pôle spécialisé crimes contre l'Humanité́ / crimes de guerre, du Tribunal de grande instance de Paris. Zakaria Moumni a en effet formellement reconnu Abdellatif Hammouchi, lors de l’une des séances de tortures subies au centre de détention de Temara (en).
Une convocation a été transmise par la police nationale à la résidence de l'ambassadeur du Maroc, à Neuilly-sur-Marne, la justice française cherchant à auditionner Abdellatif Hammouchi. Pour manifester son mécontentement, le Maroc convoque l'ambassadeur de France à Rabat, Charles Fries et suspend quelques jours plus tard la coopération judiciaire avec la France, de même qu'il réduit la coopération en matière de renseignement.
Afin de se réconcilier avec le Maroc, le président français François Hollande s'entretient avec le roi du Maroc, et en 2015, la députée française Élisabeth Guigou (PS) fait voter par le Parlement un protocole, dénoncé par les ONG telles que l'ACAT, qui vise à protéger les dignitaires marocains visés par la justice française — un protocole parfait pour « organiser [l']impunité » d'Abdellatif Hammouchi, écrit Le Monde,,. Abdellatif Hammouchi est décoré chevalier de l’ordre de la Légion d’honneur la même année,.
En juillet 2016, la plainte de Zakaria Moumni est classée sans suite par le parquet de Paris, possiblement en raison de l'absence d'Abdellatif Hammouchi sur le territoire français.

### Violences contre Nasser Zefzafi
Nasser Zefzafi, un leader du Hirak rifain, affirme avoir subi une pénétration anale et s’être fait uriner dessus par ses hommes,.
Des vidéos montrant Nasser Zefzafi dénudé ont été publiées sur internet, visiblement dans le but de l'humilier.

## Décorations par la France et l'Espagne
- Officier de l'ordre du Trône
- Officier de la Légion d'honneur (2015)
  - Chevalier en 2011
- Médaille d'honneur de la Police nationale, échelon or (à titre exceptionnel, 2024)[17]
- Grand-croix de l'ordre du Mérite de la Garde civile (2019)

Le 14 février 2015, le ministre de l’Intérieur français Bernard Cazeneuve rend hommage à Abdellatif Hammouchi lors d'un déplacement officiel à Rabat et déclare, : « La France avait déjà eu l’occasion de distinguer M. Hammouchi en 2011 en lui attribuant le titre de chevalier de l’ordre de la Légion d’honneur. Elle saura prochainement lui témoigner à nouveau son estime en lui remettant cette fois les insignes d’officier. »
Le 22 octobre 2014, le gouvernement espagnol décorait le patron de la DST de la « Croix honorifique de mérite policier avec distinction rouge ». Une décoration remise au siège de la direction générale de la police à Madrid, par le secrétaire d’État espagnol à la Sécurité, Francisco Martínez[réf. souhaitée].
Presque sept mois plus tard, l’exécutif dirigé par Mariano Rajoy justifie la décoration d'Abellatif Hammouchi pour services rendus dans la lutte contre les cellules islamistes. C’est la position exprimée par le ministère de l'Intérieur dans une réponse à une question écrite émanant de certains députés d’extrême gauche, indique l’agence Europa Press.
Le 23 septembre 2019, le gouvernement espagnol, sur proposition du ministre de l’Intérieur, Fernando Grande-Marlaska, décide de lui attribuer la Grand-Croix de l’Ordre du mérite de la Garde civile,.
Le 8 mai 2024, Abdellatif Hammouchi participe au bicentenaire de la Police espagnole,,.
Le 28 juin 2024, Abdellatif Hammouchi est décoré à titre exceptionnel de la Médaille d'honneur d'or de la Police nationale française, lors d'une visite de travail en France, sur invitation officielle des responsables des services sécuritaires français, visant à promouvoir la coopération bilatérale dans le domaine de la lutte contre le terrorisme et le crime organisé, et de hausser les niveaux de coordination et d'échange des données de renseignement et opérationnelles concernant les diverses menaces émanant d'organisations extrémistes et de réseaux de crime transnational,,,.